# HMS Menestheus
El HMS Menestheus fue originalmente el buque de carga refrigerado Menestheus de Blue Funnel Line. Fue construido en 1929 y operó entre el Reino Unido y el Lejano Oriente. se le llamó Menestheus en homenaje a Menesteo, el legendario rey de Atenas durante la Guerra de Troya. Fue un minador auxiliar de la Marina Real Británica entre 1940 y 1943. En 1945, durante la Segunda Guerra Mundial, fue convertido en un buque de servicios. Fue desguazado en 1953 después de ser destruido por el fuego.

## Hundimiento

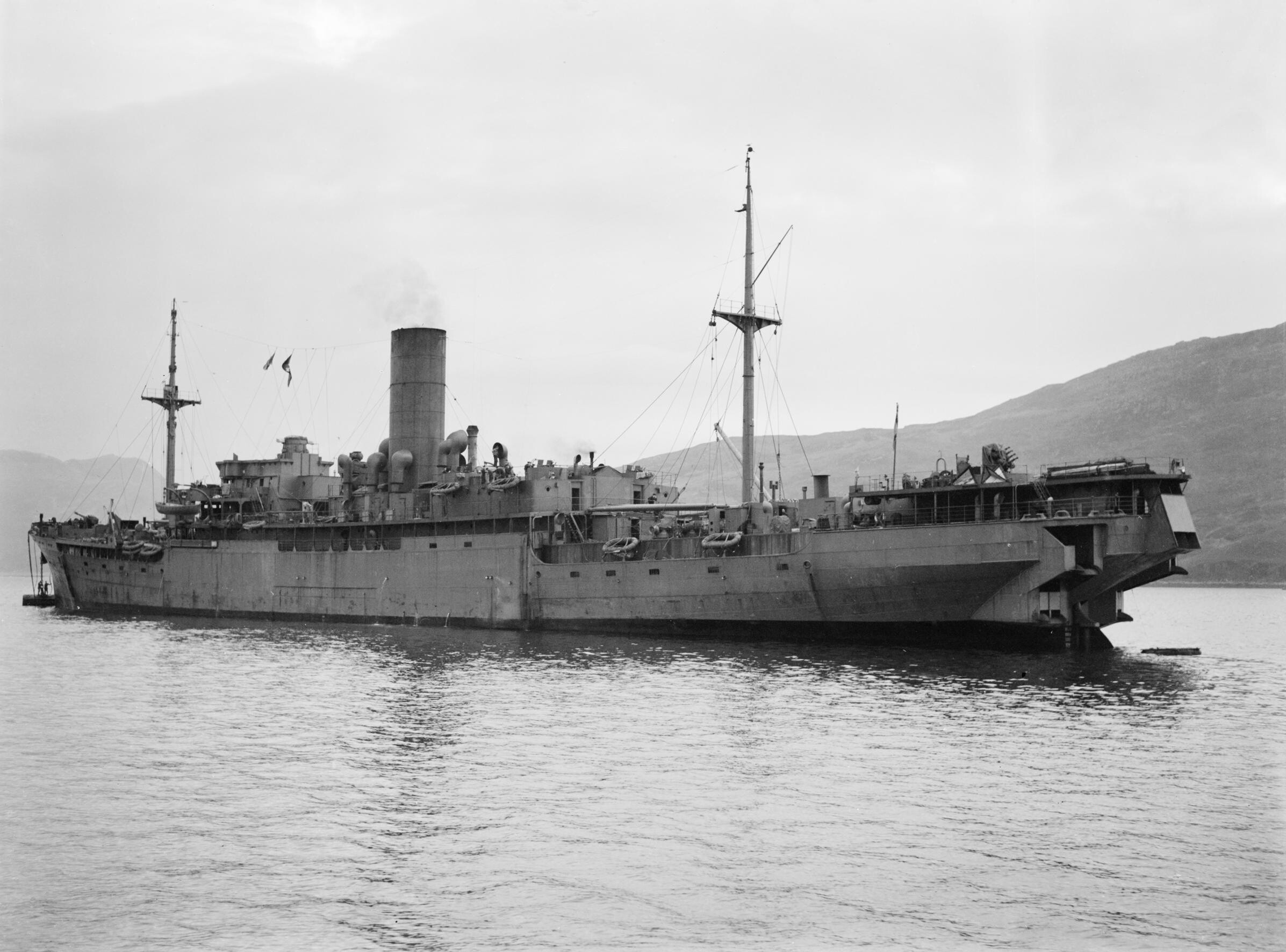
El Menestheus

El 16 de abril de 1953 se encontraba en la posición 25°28′N 113°21′O / 25.467, -113.350, frente a la isla mexicana de Punta Eugenia en el Pacífico, cuando explotó un generador auxiliar en su sala de máquinas, provocando un incendio que obligó a su tripulación a abandonarla. El navío Navajo Victory de la Pacific Far East Line rescató a su tripulación.
Al día siguiente, el Menestheus seguía ardiendo de proa a popa y se inclinaba diez grados. Pero su capitán y primer oficial lograron asegurar un cabo de remolque a su timón. Fue remolcado de popa a la bahía Magdalena en Baja California Sur y el 20 de abril fue abordado nuevamente. El fuego lo había destrozado por completo, pero el gato del barco fue encontrado vivo y el animal se recuperó por completo.
El barco fue remolcado a Long Beach, donde llegó el 5 de mayo, y se llevó a cabo una investigación sobre la explosión y el incendio. En junio de 1953 llegó a Baltimore, donde fue desguazado.